# Le Château des Carpathes (téléfilm)
Le Château des Carpathes est un téléfilm français réalisé par Jean-Christophe Averty d'après le roman éponyme de Jules Verne et diffusé en 1976.

## Synopsis
En Transylvanie à la fin du XIXe siècle, le village de Worst vit dans la crainte du château abandonné du baron Gortz. Ceux qui ont tenté de l'approcher en sont revenus épouvantés. 
Un jour, le comte de Télek et son soldat Rotzko, de passage dans le village, écoutent les récits des villageois concernant le baron de Gortz. Ils décident alors de se rendre au château.

## Fiche technique
- Titre : Le Château des Carpathes
- Réalisation : Jean-Christophe Averty
- Scénario : Armand Lanoux, d'après le roman de Jules Verne
- Durée : 120 minutes (2h)
- Date de diffusion : 19 décembre 1976

## Distribution
- Benoît Allemane : Franz de Télek
- Yves Arcanel : Maître Koltz
- Bernard Cara : Jonas
- Jean-Roger Caussimon : le berger Frik
- Jacqueline Danno : Fausta
- Michel Duplaix : le magister Hermod
- Guy Grosso : le docteur Patak
- Jacques Legras : le pope
- Jean Martin : Orfanik
- Mady Mesplé : la Stilla
- Raymond Meunier : Rotzko
- Nicole Norden : Miriota Koltz
- Sacha Pitoëff : Rodolphe de Gortz
- Annette Poivre : Augusta
- François Robert : le colporteur
- Bernard Valdeneige : Nic Deck

## Autour du film
Jean-Christophe Averty, qui reconnaît avoir adapté son roman préféré de Jules Verne, a réussi à réaliser entièrement le téléfilm en studio.